# Renillidae
Renillidae is een familie van neteldieren uit de klasse van de Anthozoa (Bloemdieren).

## Geslacht
- Renilla Lamarck, 1816